# Balão em pé
Le balão em pé (littéralement « ballon debout », en portugais) est un mouvement de projection en capoeira qui consiste à attraper son adversaire par les bras en étant dos-à-dos avec lui, puis à le faire passer par-dessus soi en se penchant vers l'avant. On fait souvent le balão em pé après avoir été projeté par un balão cinturado.